# Jean Lefebvre
Jean Marcel Lefebvre, född 3 oktober 1919 i Valenciennes, Hauts-de-France, död 9 juli 2004 i Marrakech, Marocko, var en fransk skådespelare.

## Roller i urval
- 1954 – De djävulska
- 1955 – Hett om öronen
- 1956 – Och Gud skapade kvinnan...
- 1961 – Den vackra amerikanskan
- 1962 – Gentlemannen från Epsom
- 1962 – Olycksfågeln Gigot
- 1963 – Klädsel: vardagsdräkt med revolver
- 1964 – De' defekta brottet
- 1965 – Den vilda jakten på Cadillacen
- 1965 – Les bons vivants
- 1966 – Bli inte förbannad... du blir bara arg
- 1964 – Moralens väktare i S:t Tropez
- 1965 – Moralens väktare i New York
- 1968 – Moralens väktare gifter sig
- 1970 – Kalabalik på Rivieran
- 1973 – Le och låtsas dö
- 1975 – Killen är kall - annars inga problem
- 1977 – Casanova & Co.